# Џерзитаун (Пенсилванија)
Џерзитаун (енгл. Jerseytown) насељено је место без административног статуса у америчкој савезној држави Пенсилванија.

## Демографија
По попису из 2010. године број становника је 184, што је 34 (22,7%) становника више него 2000. године.
| Група             | 2000.       | 2010.       |
| Белци             | 148 (98,7%) | 180 (97,8%) |
| Афроамериканци    | 0 (0,0%)    | 0 (0,0%)    |
| Азијати           | 0 (0,0%)    | 1 (0,5%)    |
| Хиспаноамериканци | 1 (0,7%)    | 1 (0,5%)    |
| Укупно            | 150         | 184         |